# 2011-es Fort Lauderdale-i műugró-Grand Prix-verseny
A Nemzetközi Úszószövetség (FINA) 2011-ben a 17. alkalommal rendezte meg május 5. és május 8. között a műugró-Grand Prix-versenysorozatot, melynek negyedik állomása az amerikai egyesült államokbeli Fort Lauderdale volt.

## A versenyszámok időrendje
A GP eseményei helyi idő szerint:
| május 5., csütörtök | május 5., csütörtök                                                            | május 6., péntek | május 6., péntek                                                                       | május 7., szombat | május 7., szombat | május 8., vasárnap | május 8., vasárnap |
| idő                 | esemény                                                                        | idő              | esemény                                                                                | idő               | esemény | idő                | esemény |
| ------------------- | ------------------------------------------------------------------------------ | ---------------- | -------------------------------------------------------------------------------------- | ----------------- | --- | ------------------ | --- |
| 10:00               | • férfiak 3 m-es műugrása (selejtező) • férfiak 3 m-es műugrása (középdöntő)   | 10:00            | • nők 3 m-es műugrása (selejtező) • nők 3 m-es műugrása (középdöntő)                   | 12:00             | • férfiak 3 m-es szinkronugrása (döntő) • nők 10 m-es szinkronugrása (döntő) • férfiak 3 m-es műugrása (döntő) • nők 10 m-es toronyugrása (döntő) | 12:00              | • nők 3 m-es szinkronugrása (döntő) • férfiak 10 m-es szinkronugrása (döntő) • nők 3 m-es műugrása (döntő) • férfiak 10 m-es toronyugrása (döntő) |
| 13:00               | • nők 10 m-es toronyugrása (selejtező) • nők 10 m-es toronyugrása (középdöntő) | 13:00            | • férfiak 10 m-es toronyugrása (selejtező) • férfiak 10 m-es toronyugrása (középdöntő) | 12:00             | • férfiak 3 m-es szinkronugrása (döntő) • nők 10 m-es szinkronugrása (döntő) • férfiak 3 m-es műugrása (döntő) • nők 10 m-es toronyugrása (döntő) | 12:00              | • nők 3 m-es szinkronugrása (döntő) • férfiak 10 m-es szinkronugrása (döntő) • nők 3 m-es műugrása (döntő) • férfiak 10 m-es toronyugrása (döntő) |

## Éremtáblázat
| Helyezés | Ország             | Arany | Ezüst | Bronz | Összesen |
| 1        | Kína               | 5     | 3     | 1     | 9        |
| 2        | USA                | 1     | 2     | 4     | 7        |
| 3        | Ausztrália         | 1     | –     | –     | 1        |
| 3        | Kanada             | 1     | –     | –     | 1        |
| 5        | Oroszország        | –     | 1     | –     | 1        |
| 5        | Egyesült Királyság | –     | 1     | –     | 1        |
| 5        | Mexikó             | –     | 1     | –     | 1        |
| 8        | Ukrajna            | –     | –     | 1     | 1        |
| 8        | Japán              | –     | –     | 1     | 1        |
| 8        | Németország        | –     | –     | 1     | 1        |
| Összesen | Összesen           | 8     | 8     | 8     | 24       |

## Versenyszámok

### Férfiak

#### 3 méteres műugrás
| Helyezés | Ország             | Név                       | Selejtező | Selejtező | Középdöntő | Középdöntő | Döntő   | Döntő  |
| Helyezés | Ország             | Név                       | Rangsor   | Pontok    | Rangsor    | Pontok     | Rangsor | Pontok |
| -------- | ------------------ | ------------------------- | --------- | --------- | ---------- | ---------- | ------- | ------ |
|          | Kína               | Csin Kaj                  | 1         | 460.90    | 3          | 454.70     | 1       | 508.50 |
|          | Kína               | Ho Csung                  | 4         | 442.80    | 1          | 489.10     | 2       | 487.05 |
|          | USA                | Troy Dumais               | 3         | 449.55    | 4          | 453.80     | 3       | 480.10 |
| 4        | Japán              | Szakai Sho                | 2         | 450.40    | 2          | 463.45     | 4       | 439.35 |
| 5        | Brazília           | César Castro              | 6         | 422.45    | 5          | 453.10     | 5       | 435.25 |
| 6        | USA                | Kristian Ipsen            | 7         | 418.80    | 6          | 446.45     | 6       | 427.55 |
|          |                    |                           |           |           |            |            |         |        |
| 7        | Mexikó             | Julián Sánchez            | 5         | 438.95    | 7          | 436.60     |         |        |
| 8        | Malajzia           | Yeoh Ken Nee              | 10        | 407.75    | 8          | 429.40     |         |        |
| 9        | Kolumbia           | Sebastián Villa Castañeda | 11        | 406.75    | 9          | 413.55     |         |        |
| 10       | Kanada             | François Imbeau-Dulac     | 9         | 409.35    | 10         | 379.10     |         |        |
| 11       | Japán              | Okamoto Ju                | 12        | 399.45    | 11         | 377.50     |         |        |
| 12       | Ausztrália         | Grant Nel                 | 8         | 415.75    | 12         | 362.15     |         |        |
|          |                    |                           |           |           |            |            |         |        |
| 13       | Ukrajna            | Dmitro Mesenszkij         | 13        | 388.55    |            |            |         |        |
| 14       | Olaszország        | Michele Benedetti         | 14        | 384.70    |            |            |         |        |
| 15       | Olaszország        | Tommaso Rinaldi           | 15        | 383.85    |            |            |         |        |
| 16       | Mexikó             | Kevin Chávez              | 16        | 377.15    |            |            |         |        |
| 17       | Ausztria           | Constantin Blaha          | 17        | 370.80    |            |            |         |        |
| 18       | Ausztrália         | Ethan Warren              | 18        | 370.75    |            |            |         |        |
| 19       | Kanada             | Riley McCormick           | 19        | 369.90    |            |            |         |        |
| 20       | Hollandia          | Yorick de Bruijn          | 20        | 349.00    |            |            |         |        |
| 21       | Egyesült Királyság | Christopher Mears         | 21        | 345.25    |            |            |         |        |
| 22       | USA                | Michael Hixon             | 22        | 342.80    |            |            |         |        |
| 23       | USA                | Drew Livingston           | 23        | 342.55    |            |            |         |        |
| 24       | Németország        | Pavlo Rozenberg           | 24        | 333.90    |            |            |         |        |
| 25       | Kolumbia           | Miguel Reyes Abadia       | 25        | 329.20    |            |            |         |        |
| 26       | Dánia              | Daniel Klein              | 26        | 326.00    |            |            |         |        |
| 27       | Egyesült Királyság | Ben Swain                 | 27        | 322.35    |            |            |         |        |
| 28       | Norvégia           | Amund Gismervik           | 28        | 314.70    |            |            |         |        |
| 29       | Ukrajna            | Olekszandr Horskovozov    | 29        | 308.75    |            |            |         |        |
| 30       | Svájc              | Quentin Stoudmann         | 30        | 305.60    |            |            |         |        |
| 31       | Puerto Rico        | Rafael Qintero            | 31        | 303.25    |            |            |         |        |
| 31       | Chile              | Diego Carquin Saavedra    | 31        | 303.25    |            |            |         |        |
| 33       | Svédország         | Jonathan Jörnfalk         | 33        | 302.95    |            |            |         |        |
| 34       | Svájc              | Andrea Aloisio            | 34        | 302.65    |            |            |         |        |
| 35       | Norvégia           | Kristoffer Jorgensen      | 35        | 293.90    |            |            |         |        |
| 36       | Ausztrália         | Nikolas Sachs             | 36        | 289.05    |            |            |         |        |
| 37       | Egyiptom           | Tarek Ahmad Sheaira       | 37        | 277.60    |            |            |         |        |
| 38       | Egyiptom           | Aly Alaa El Shamarly      | 38        | 274.75    |            |            |         |        |

#### 3 méteres szinkronugrás
| Helyezés | Ország             | Név                                           | Pontok |
| -------- | ------------------ | --------------------------------------------- | ------ |
|          | Kína               | Csin Kaj / Lo Jü-tung                         | 447.42 |
|          | USA                | Troy Dumais / Kristian Ipsen                  | 421.98 |
|          | Japán              | Szakai Sho / Okamoto Ju                       | 390.66 |
| 4        | Egyesült Királyság | Ben Swain / Nicholas Robinson-Baker           | 357.81 |
| 5        | Ukrajna            | Dmitro Mesenszkij / Olekszandr Horskovozov    | 349.41 |
| 6        | Olaszország        | Michele Benedetti / Tommaso Rinaldi           | 347.49 |
| 7        | Ausztrália         | Grant Nel / Ethan Warren                      | 332.76 |
| 8        | Kolumbia           | Miguel Ángel Reyes / Cristian Arayon          | 323.01 |
| 9        | Svájc              | Quentin Stoudmann / Andrea Aloisio            | 320.16 |
| 10       | USA                | Michael Hixon / David Bonuchi                 | 300.72 |
| 11       | Chile              | Diego Carquin Saavedra / Donato Neglia Escude | 277.59 |
| 12       | Egyiptom           | Aly Alaa El Shamarly / Adham Mohamed Ibrahim  | 262.86 |

#### 10 méteres toronyugrás
| Helyezés | Ország      | Név                      | Selejtező | Selejtező | Középdöntő | Középdöntő | Döntő   | Döntő  |
| Helyezés | Ország      | Név                      | Rangsor   | Pontok    | Rangsor    | Pontok     | Rangsor | Pontok |
| -------- | ----------- | ------------------------ | --------- | --------- | ---------- | ---------- | ------- | ------ |
|          | Kína        | Liang Huo                | 2         | 510.20    | 7          | 422.40     | 1       | 540.15 |
|          | Kína        | Csiu Po                  | 4         | 490.10    | 2          | 550.95     | 2       | 524.55 |
|          | Ukrajna     | Olekszandr Bondar        | 7         | 467.30    | 3          | 492.40     | 3       | 515.10 |
| 4        | Mexikó      | Germán Sánchez           | 5         | 489.60    | 5          | 470.75     | 4       | 515.00 |
| 5        | USA         | Nick McCrory             | 6         | 475.30    | 6          | 439.35     | 5       | 512.80 |
| 6        | USA         | David Boudia             | 1         | 529.15    | 1          | 554.10     | 6       | 508.00 |
|          |             |                          |           |           |            |            |         |        |
| 7        | Ausztrália  | Matthew Mitcham          | 3         | 491.15    | 4          | 474.90     |         |        |
| 8        | Kanada      | Kevin Geyson             | 11        | 430.60    | 8          | 401.10     |         |        |
| 9        | Kanada      | Eric Thomas Sehn         | 9         | 433.50    | 9          | 395.40     |         |        |
| 10       | Svédország  | Christofer Eskilsson     | 12        | 423.55    | 10         | 387.25     |         |        |
| 11       | Brazília    | Hugo Pellicer Parisi     | 8         | 447.85    | 11         | 378.15     |         |        |
| 12       | Mexikó      | Alberto Alcántara        | 10        | 431.05    | 12         | 361.10     |         |        |
|          |             |                          |           |           |            |            |         |        |
| 13       | USA         | Thomas Finchum           | 13        | 422.85    |            |            |         |        |
| 14       | USA         | Toby Stanley             | 14        | 420.05    |            |            |         |        |
| 15       | Ukrajna     | Anton Zaharov            | 15        | 403.70    |            |            |         |        |
| 16       | Malajzia    | Bryan Nickson Lomas      | 16        | 394.35    |            |            |         |        |
| 17       | Kolumbia    | Víctor Hugo Ortega Serna | 17        | 372.00    |            |            |         |        |
| 18       | Brazília    | Rui Carlos Marinho       | 18        | 367.55    |            |            |         |        |
| 19       | Oroszország | Kirill Szivincev         | 19        | 350.10    |            |            |         |        |
| 20       | Norvégia    | Amund Gismervik          | 20        | 349.10    |            |            |         |        |
| 21       | Ausztrália  | Matthew Barnard          | 21        | 348.75    |            |            |         |        |
| 22       | Kolumbia    | Cristian Arayon          | 22        | 338.85    |            |            |         |        |
| 23       | Japán       | Murakami Kazuki          | 23        | 302.75    |            |            |         |        |
| 24       | Egyiptom    | Tarek Ahmad Sheaira      | 24        | 289.10    |            |            |         |        |
| 25       | Egyiptom    | Adham Mohamed Ibrahim    | 25        | 281.35    |            |            |         |        |

#### 10 méteres szinkronugrás
| Helyezés | Ország   | Név                                        | Pontok |
| -------- | -------- | ------------------------------------------ | ------ |
|          | Kína     | Csiu Po / Liang Huo                        | 456.27 |
|          | Mexikó   | Germán Sánchez / Iván García               | 444.81 |
|          | USA      | David Boudia / Nick McCrory                | 438.51 |
| 4        | Ukrajna  | Olekszandr Bondar / Olekszandr Horskovozov | 395.10 |
| 5        | USA      | Steele Johnson / Toby Stanley              | 388.98 |
| 6        | Kolumbia | Juan Ríos / Víctor Hugo Ortega Serna       | 356.70 |
| 7        | Japán    | Murakami Kazuki / Okamoto Ju               | 333.99 |
| 8        | Kanada   | Kevin Geyson / Eric Thomas Sehn            | 330.84 |
| 9        | Norvégia | Kristoffer Jorgensen / Amund Gismervik     | 320.16 |

### Nők

#### 3 méteres műugrás
| Helyezés | Ország             | Név                      | Selejtező | Selejtező | Középdöntő | Középdöntő | Döntő   | Döntő  |
| Helyezés | Ország             | Név                      | Rangsor   | Pontok    | Rangsor    | Pontok     | Rangsor | Pontok |
| -------- | ------------------ | ------------------------ | --------- | --------- | ---------- | ---------- | ------- | ------ |
|          | Kína               | Ho Ce                    | 1         | 353.45    | 1          | 379.05     | 1       | 389.45 |
|          | Oroszország        | Anasztaszija Pozdnyakova | 8         | 299.00    | 5          | 321.70     | 2       | 337.35 |
|          | USA                | Kelci Marie Bryant       | 2         | 317.20    | 2          | 333.90     | 3       | 333.60 |
| 4        | Japán              | Shibusawa Sayaka         | 4         | 311.10    | 8          | 295.60     | 4       | 309.30 |
| 5        | Mexikó             | Laura Sánchez            | 10        | 294.10    | 3          | 333.75     | 5       | 306.25 |
| 6        | Ukrajna            | Olena Fedorovna          | 7         | 301.80    | 4          | 323.50     | 6       | 272.70 |
|          |                    |                          |           |           |            |            |         |        |
| 7        | Svédország         | Anna Lindberg            | 6         | 304.75    | 6          | 313.85     |         |        |
| 8        | USA                | Christina Loukas         | 3         | 312.00    | 7          | 306.80     |         |        |
| 9        | Egyesült Királyság | Rebecca Gallantree       | 11        | 288.05    | 9          | 290.30     |         |        |
| 10       | Németország        | Katja Dieckow            | 12        | 287.40    | 10         | 278.80     |         |        |
| 11       | Ukrajna            | Hanna Piszmenszka        | 9         | 294.90    | 11         | 273.30     |         |        |
| 12       | Ausztrália         | Jaele Patrick            | 13        | 280.90    | 12         | 262.60     |         |        |
|          |                    |                          |           |           |            |            |         |        |
| 13       | USA                | Abby Johnston            | 5         | 307.80    |            |            |         |        |
| 14       | USA                | Kassidy Cook             | 14        | 278.10    |            |            |         |        |
| 15       | Németország        | Uschi Freitag            | 15        | 273.30    |            |            |         |        |
| 16       | Kolumbia           | Diana Pineda Zuletra     | 16        | 270.15    |            |            |         |        |
| 17       | Magyarország       | Barta Nóra               | 17        | 268.60    |            |            |         |        |
| 18       | Hollandia          | Inge Jansen              | 18        | 265.90    |            |            |         |        |
| 19       | Egyesült Királyság | Alicia Blagg             | 19        | 262.80    |            |            |         |        |
| 20       | Kanada             | Pamela Ware              | 20        | 247.90    |            |            |         |        |
| 21       | Ausztrália         | Hannah Thek              | 21        | 245.90    |            |            |         |        |
| 22       | Kolumbia           | Carolina Murillo         | 22        | 242.05    |            |            |         |        |
| 23       | Brazília           | Juliana Veloso           | 23        | 241.40    |            |            |         |        |
| 24       | Puerto Rico        | Luisa Jiménez            | 24        | 236.30    |            |            |         |        |
| 25       | Kanada             | Jo-Annie Dubois          | 25        | 235.10    |            |            |         |        |
| 26       | Brazília           | Tammy Takagi             | 26        | 224.95    |            |            |         |        |
| 27       | Olaszország        | Maria Marconi            | 27        | 216.30    |            |            |         |        |
| 28       | Mexikó             | Arantxa Chávez           | 28        | 215.60    |            |            |         |        |
| 29       | Egyiptom           | Habiba Ashraf Kamal      | 29        | 207.60    |            |            |         |        |
| 30       | Chile              | Paula Sotomayor          | 30        | 177.15    |            |            |         |        |

#### 3 méteres szinkronugrás
| Helyezés | Ország             | Név                                                | Pontok |
| -------- | ------------------ | -------------------------------------------------- | ------ |
|          | USA                | Christina Loukas / Abby Johnston                   | 293.40 |
|          | Egyesült Királyság | Rebecca Gallantree / Alicia Bagg                   | 286.20 |
|          | USA                | Cassidy Krug / Kassidy Cook                        | 285.30 |
| 4        | Németország        | Tina Punzel / Nora Subschinski                     | 279.90 |
| 5        | Japán              | Nakagawa Mai / Shibusawa Sayaka                    | 275.40 |
| 6        | Mexikó             | Laura Sánchez / Vianey Hernández                   | 271.50 |
| 7        | Kanada             | Carol-Ann Ware / Pamela Ware                       | 269.22 |
| 8        | Ukrajna            | Olena Fedorovna / Hanna Piszmenszka                | 265.80 |
| 9        | Brazília           | Tammy Takagi / Juliana Veloso                      | 253.26 |
| 10       | Chile              | Paula Sotomayor / Wendy Espina                     | 200.13 |
| 11       | Egyiptom           | Habiba Ashraf Kamal / Dina Mohamed Fouad Sheneshan | 197.94 |

#### 10 méteres toronyugrás
| Helyezés | Ország      | Név                          | Selejtező | Selejtező | Középdöntő | Középdöntő | Döntő   | Döntő  |
| Helyezés | Ország      | Név                          | Rangsor   | Pontok    | Rangsor    | Pontok     | Rangsor | Pontok |
| -------- | ----------- | ---------------------------- | --------- | --------- | ---------- | ---------- | ------- | ------ |
|          | Ausztrália  | Brittany Broben              | 3         | 340.60    | 3          | 351.00     | 1       | 400.15 |
|          | Kína        | Csen Zso-lin                 | 1         | 379.80    | 2          | 373.75     | 2       | 380.95 |
|          | Kína        | Hu Ja-tan                    | 2         | 379.25    | 1          | 387.30     | 3       | 362.90 |
| 4        | Németország | Nora Subschinski             | 5         | 333.20    | 5          | 330.75     | 4       | 321.10 |
| 5        | Olaszország | Bátki Noémi                  | 13        | 299.20    | 8          | 317.30     | 5       | 293.45 |
| 6        | USA         | Jessica Parratto             | 4         | 336.90    | 4          | 339.30     | 6       | 281.60 |
|          |             |                              |           |           |            |            |         |        |
| 7        | Németország | Christin Steuer              | 11        | 304.70    | 6          | 328.00     |         |        |
| 8        | Ukrajna     | Julia Prokopcsuk             | 7         | 321.00    | 7          | 319.45     |         |        |
| 9        | Ausztrália  | Hannah Thek                  | 9         | 316.80    | 9          | 310.15     |         |        |
| 10       | Mexikó      | Alejandra Orozco Loza        | 8         | 318.90    | 10         | 304.80     |         |        |
| 11       | USA         | Brittany Viola               | 6         | 324.00    | 11         | 290.55     |         |        |
| 12       | Svédország  | Elina Eggers                 | 10        | 312.75    | 12         | 279.25     |         |        |
|          |             |                              |           |           |            |            |         |        |
| 13       | USA         | Katherine Bell               | 12        | 303.85    |            |            |         |        |
| 14       | Japán       | Nakagawa Mai                 | 14        | 281.95    |            |            |         |        |
| 15       | Kanada      | Carol-Ann Ware               | 15        | 272.25    |            |            |         |        |
| 16       | Kanada      | Celina Toth                  | 16        | 270.40    |            |            |         |        |
| 17       | Kolumbia    | Carolina Murillo             | 17        | 269.60    |            |            |         |        |
| 18       | Brazília    | Natali Cruz                  | 18        | 255.70    |            |            |         |        |
| 19       | Mexikó      | Karla Elizabeth Rivas        | 19        | 246.20    |            |            |         |        |
| 20       | USA         | Anna James                   | 20        | 245.25    |            |            |         |        |
| 21       | Brazília    | Nicoli Cruz                  | 21        | 234.55    |            |            |         |        |
| 22       | Svédország  | Julia Lonnegren              | 22        | 228.30    |            |            |         |        |
| 23       | Puerto Rico | Angely Martinez              | 23        | 165.35    |            |            |         |        |
| 24       | Egyiptom    | Dina Mohamed Fouad Sheneshan | 24        | 129.85    |            |            |         |        |

#### 10 méteres szinkronugrás
| Helyezés | Ország             | Név                                     | Pontok |
| -------- | ------------------ | --------------------------------------- | ------ |
|          | Kanada             | Carol-Ann Ware / Pamela Ware            | 286.62 |
|          | USA                | Anna James / Mary-Beth Dunnichay        | 280.50 |
|          | Németország        | Christin Steuer / Nora Subschinski      | 267.18 |
| 4        | USA                | Jessica Parratto / Katherine Bell       | 265.08 |
| 5        | Egyesült Királyság | Rebecca Gallantree / Megan Sylvester    | 265.02 |
| 6        | Ausztrália         | Anabelle Smith / Brittany Broben        | 263.70 |
| 7        | Mexikó             | Mariana Mendiola Vazquez / Daniela Diaz | 199.32 |
| 8        | Brazília           | Nicoli Cruz / Natali Cruz               | 177.12 |